# Kuća Anglešćina u Milni
Kuća zvana Anglešćina je jedna od najstarijih kuća u Milni na otoku Braču.

## Opis
Kuća zvana Anglešćina sagrađena je visoko iznad luke. Podigla ju je obitelj Cerinić i ubraja se u renesansne kaštele za obranu pristaništa. Građena je u obliku slova U s unutrašnjim dvorištem i tragovima zazidanog kruništa na pročelju te topovskim otvorima. Kasnije je prilagođena stanovanju otvaranjem većih otvora s kamenim okvirima.
U neposrednoj blizini se nalazi Polaca, svečana lođa s pjacetom i skalinama.

## Zaštita
Pod oznakom Z-5004 zavedena je kao nepokretno kulturno dobro - pojedinačno, pravna statusa zaštićena kulturnog dobra, klasificirano kao "profana graditeljska baština".